# Thousand Mile Tree

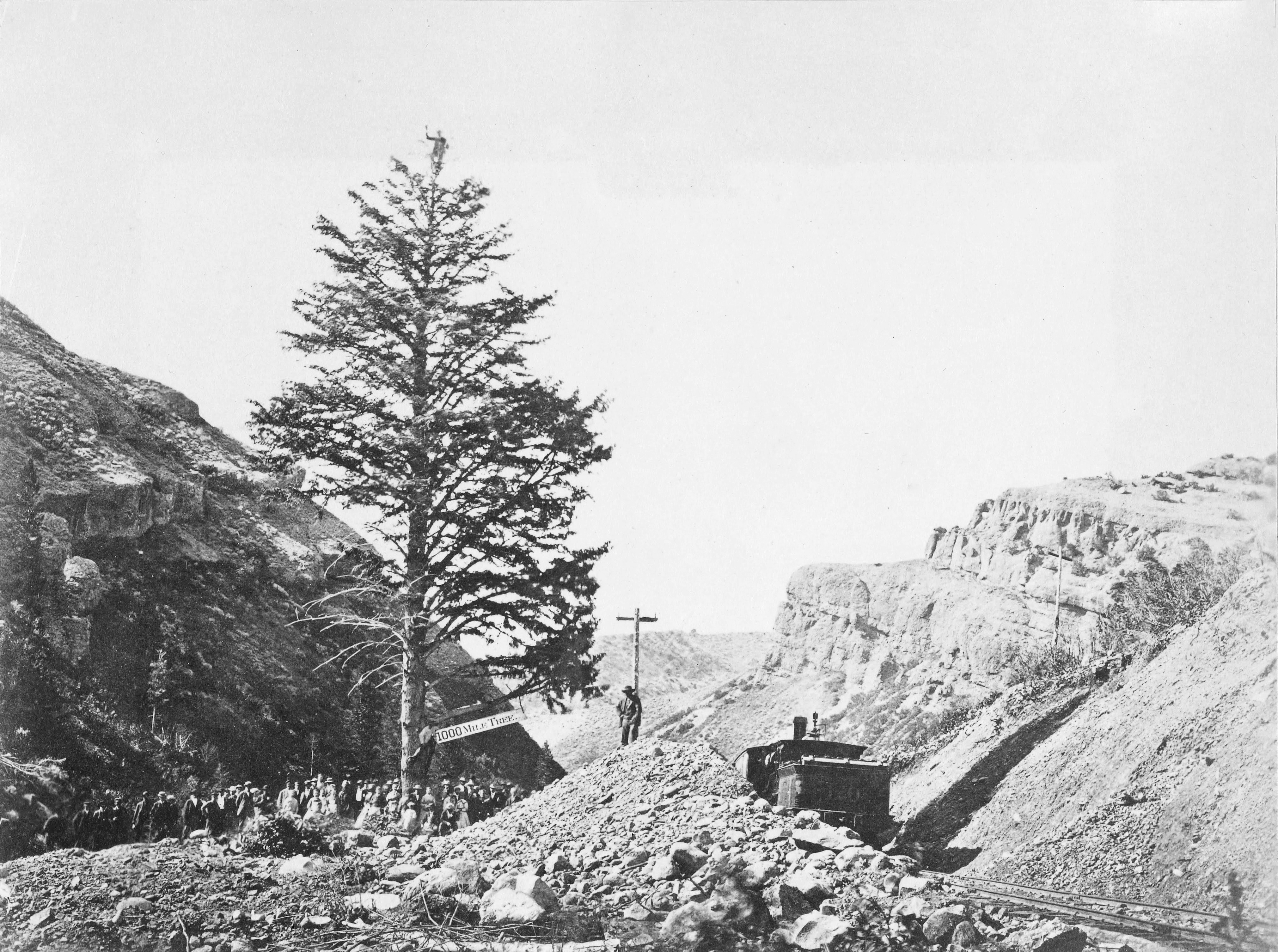
Thousand Mile Tree 1869 (Foto von A.J. Russell)

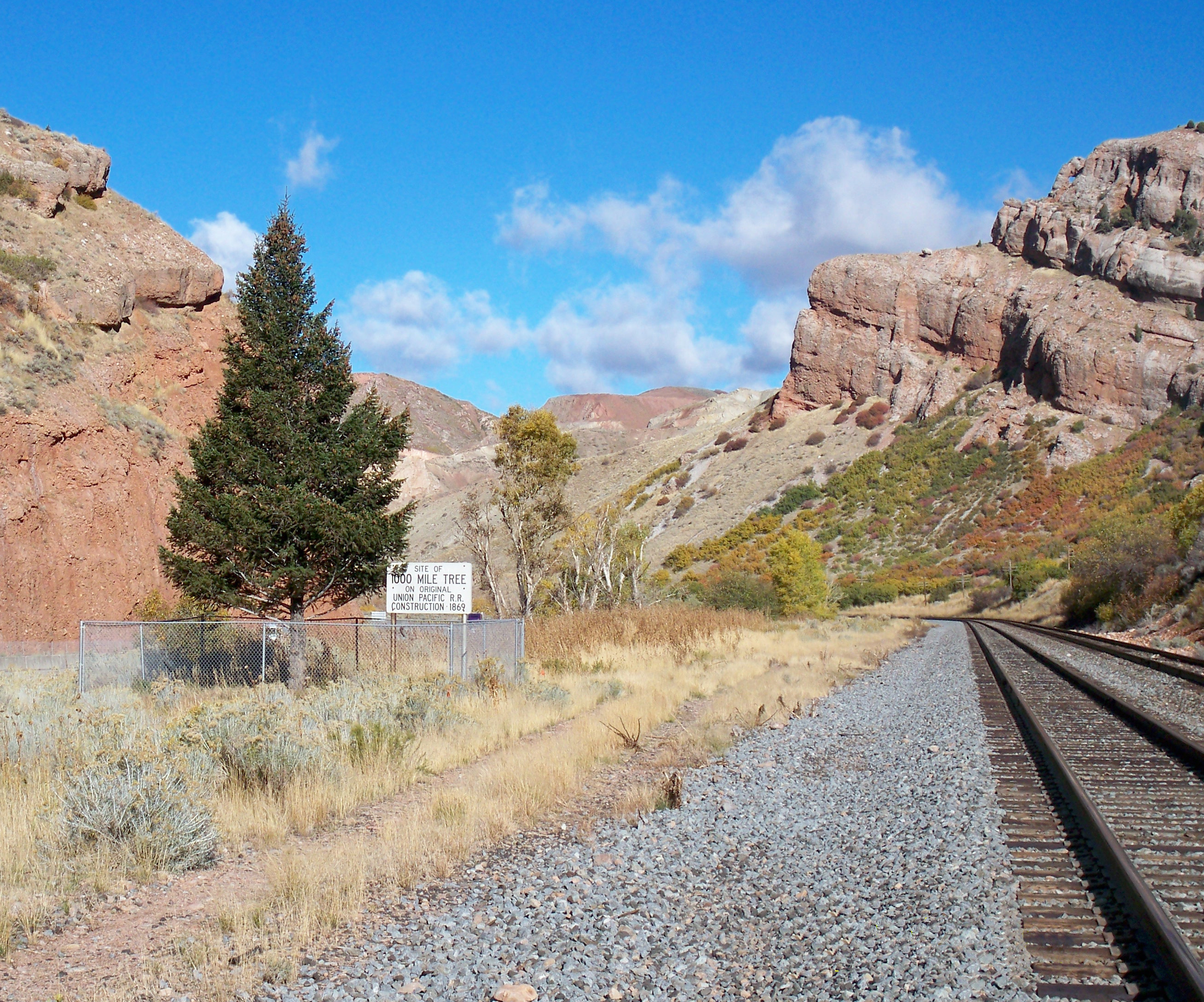
Thousand Mile Tree, 1982 neu gepflanzt (2011)

Der Thousand Mile Tree (deutsch Tausend-Meilen-Baum) ist eine Kiefer an der transkontinentalen Bahnstrecke Omaha–Ogden(–Sacramento) der Union Pacific Railroad.

## Lage
Der Baum befindet sich im Weber Canyon, ca. sechs Kilometer nördlich von Henefer (Utah), in der Nähe der Grenze zwischen dem Summit County und dem Morgan County und der Felsformation Devil’s Slide auf einer Höhe von 1602 Meter über dem Meer. Der Baum steht auf dem Landstreifen zwischen der Bahnstrecke der Union Pacific Railroad und dem Weber River.

## Geschichte
Mitte Januar 1869 erreichten die ersten Bahnbaukolonnen für den Bau der transkontinentalen Bahnstrecke von Omaha aus den Weber Canyon. Unmittelbar an der Stelle der 1000. verlegten Streckenmeile stand eine rund 27 Meter hohe Kiefer. Deshalb wurde schon während der Bauzeit der Strecke ein Schild am Baum angebracht, das auf diesen Fakt hinwies.
Nach der Fertigstellung der Bahnstrecke fuhren im Sommer Ausflugszüge von Ogden in den Weber Canyon, zum Devil’s Slide und zum Thousand Mile Tree. In den Reiseberichten ab den 1870er Jahren wurde er häufig erwähnt. Vielfach wurde auch kolportiert, dass der Baum die einzige Kiefer zwischen Omaha und Salt Lake sei.
Die Fotografen Andrew Joseph Russell und Eadweard Muybridge machten Fotos vom Baum und ihn dadurch auch bekannt.
Um 1900 war der Baum abgestorben und wurde im September 1900 entfernt.
1982 pflanzte die Union Pacific Railroad an der Stelle einen neuen Baum. Auf Grund von in der Zwischenzeit vorgenommenen Streckenänderungen steht der Baum jetzt bei 959,66 Meilen von Omaha. Der Baum wird von einem Drahtzaun geschützt.